# Estlink
Estlink est une interconnexion électrique CCHT par câble sous-marin entre l'Estonie et la Finlande.
L'objectif principal de la connexion Estlink est de sécuriser l'alimentation électrique dans les deux régions pour intégrer les marchés de l'énergie de la Baltique et des pays nordiques.
Elle est gérée par Elering et Fingrid.

## Estlink 1
Estlink 1 relie Harku en Estonie à Espoo en Finlande.
Estlink 1 est la première interconnexion entre les marchés de l'électricité de la Baltique et des pays nordiques.
Estlink 1 mesure 105 kilomètres de long dont 74 km sous marins. La pose d'Estlink a eu lieu entre avril et septembre 2006.
Le câble est construit par ABB.
Le câble sous-marin a été posé par Global Marine Systems.
Le câble Estlink 1 a été inauguré le 4 décembre 2006 et est devenu pleinement opérationnel le 5 janvier 2007.
Il est mis sous surveillance par l'Estonie après l'accident de décembre 2024 qu'a subit Estlink 2.

## Estlink 2
La ligne relie Püssi en Estonie et Anttila en Finlande.
La longueur totale d'Estlink 2 est de 171 kilomètres, y compris un câble offshore de 145 kilomètres, un câble terrestre de 12 kilomètres en Estonie et 14 kilomètres de lignes aériennes en Finlande.
le contrat de construction de la ligne de transmission entre Anttila et Nikuviken a été attribué à ETDE, filiale de Bouygues.
Estlink 2 a été officiellement inauguré le 6 mars 2014,.
Le 25 décembre 2024 il subit une avarie totale qui réduit la capacité de transfert entre les deux pays 1 016 à 358 mégawatts. Un sabotage au profit de la Russie est suspecté. Selon Fingrid, il faudra sans doute plusieurs mois pour le réparer,,,.